# Вануаз (національний парк)
Національний парк Вануаз (фр. Parc national de la Vanoise) — перший національний парк Франції. Парк заснований у 1963 році.
Навколо парку розташовуються декілька популярних французьких гірськолижних курортів.

## Фауна
Парк відомий своєю популяцією диких альпійських гірських козлів. Крім них, тут також водяться сарни, альпійські бабаки, рисі, зайці-біляки і горностаї. Деякі птахи національного парку — бородані, беркути і тетеруки-косачі.